# Viola magellanica
Viola magellanica là một loài thực vật có hoa trong họ Hoa tím. Loài này được Poir. miêu tả khoa học đầu tiên.

## Hình ảnh

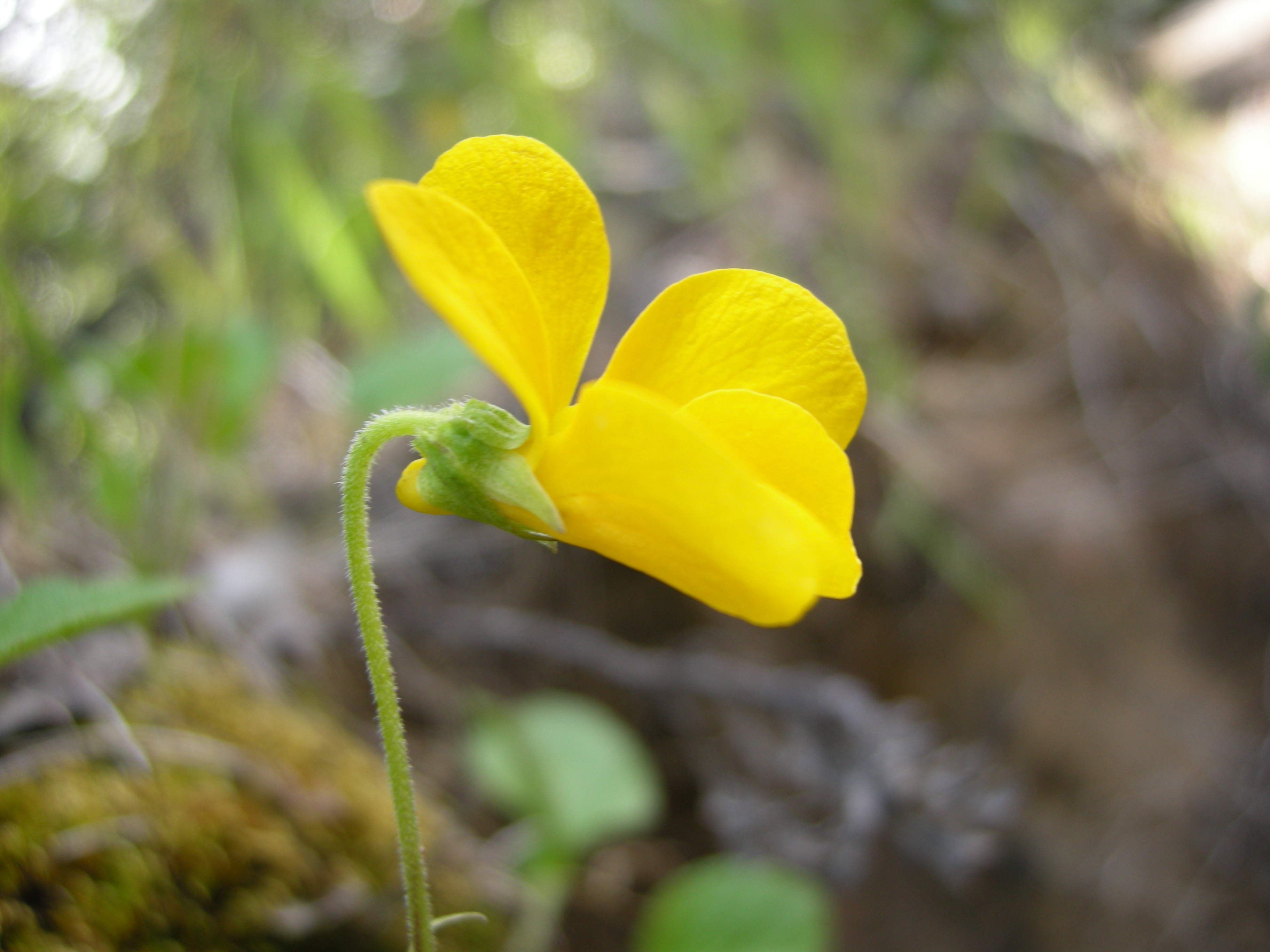
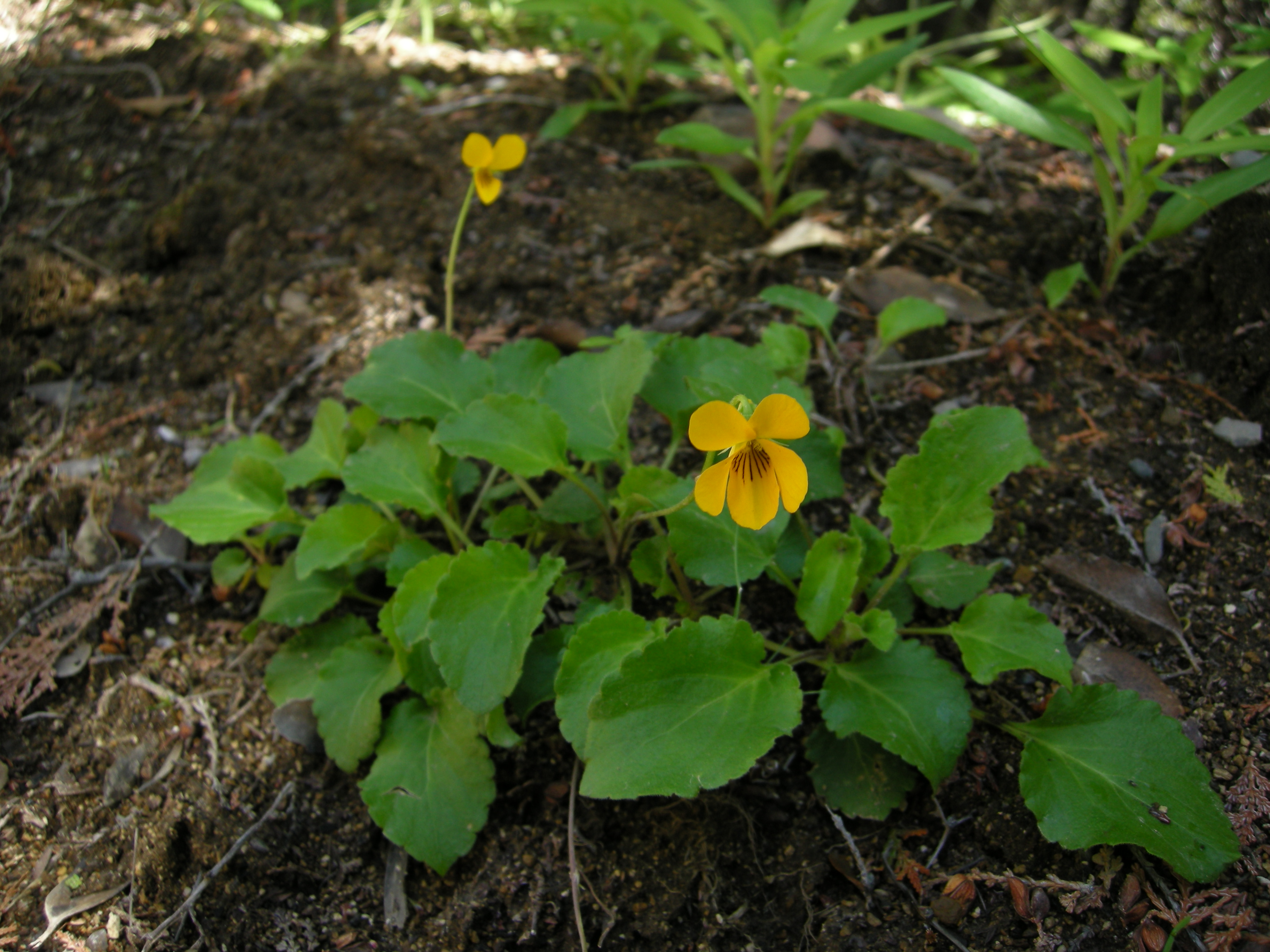
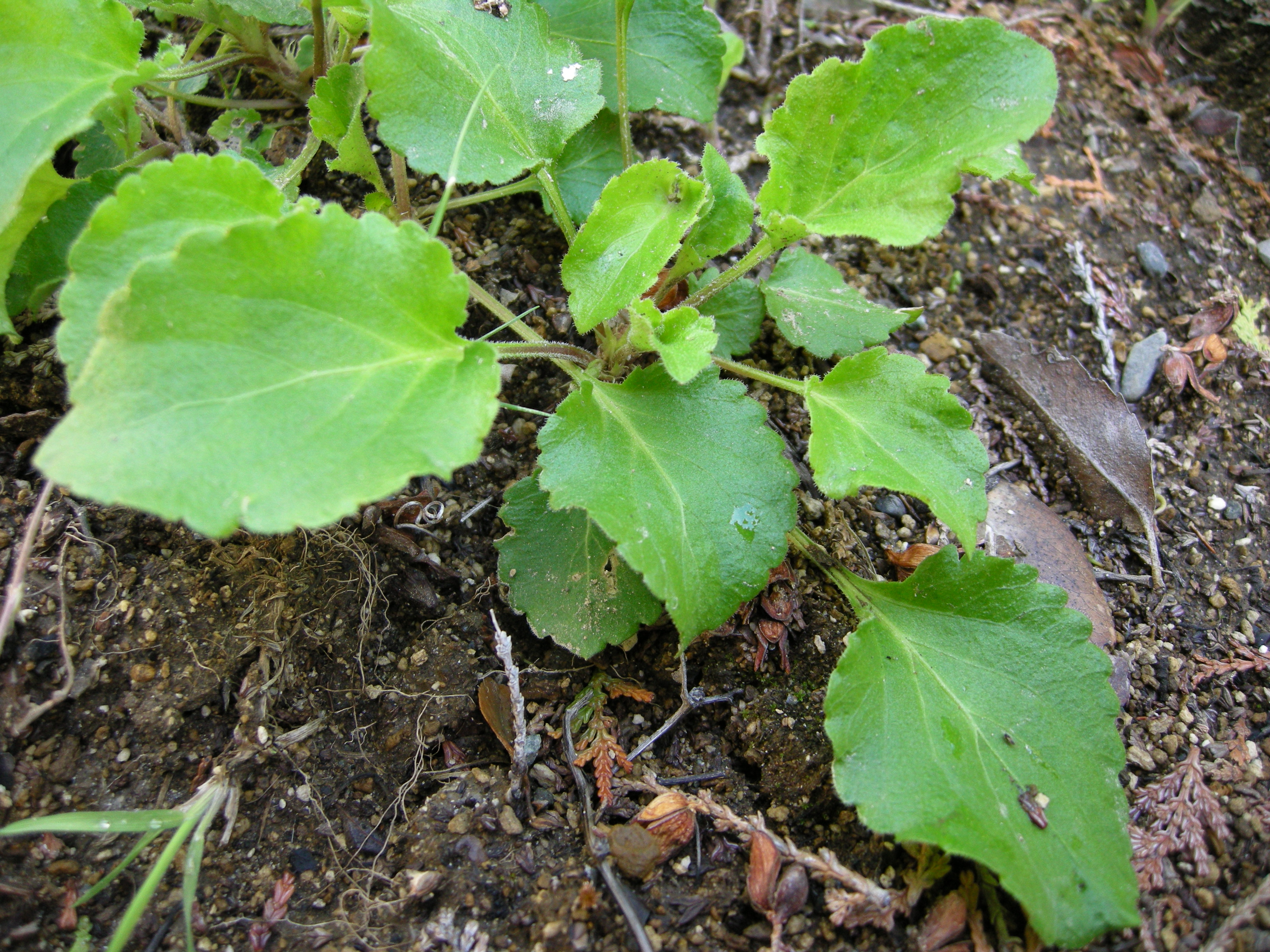